# Atanasie Tănăsescu
Atanasie Tănăsescu (n. 1892) a fost un rugbist român, a participat cu echipa de rugbi la Jocurile Olimpice de vară din 1924 desfășurate la Paris – olimpiadă la care echipa României a obținut medalia de bronz, prima medalie cucerită de un român la o olimpiadă.

## Legături externe
- Atanasie Tănăsescu la Comitetul Olimpic și Sportiv Român (arhivat)
- en Atanasie Tănăsescu la Olympedia.org